# الوزارة الاتحادية للسياحة والثقافة والتوجيه الوطني (نيجيريا)
الوزارة الاتحادية للسياحة والثقافة والتوجيه الوطني (بالإنجليزية: Federal Ministry of Information and National Orientation)‏ هي الجهة الحكومية المسئولة عن نشر المعلومات الصحيحة عن الدولة والحفاظ على القيم الثقافية، والترويج للإمكانات السياحية على المستويين الداخلي والخارجي. كما أنها مسئولة أيضًا عن إدارة الصورة الذهنية عن الدولة والشعب النيجيري، وتستخدم في ذلك نظام معلوماتي عام ديناميكي يسهل الوصول للمعلومات من جانب المواطنين والمجتمع العالمي.

## خلفية
أسست الوزارة في بادئ الأمر تحت اسم وزارة الثقافة والسياحة الاتحادية عام 1999؛ ثم أُعيد تسميتها مرة أخرى عام 2006 لتُصبح الوزارة الاتحادية للسياحة والثقافة والتوجيه الوطني. وما لبثت إلا أن تغير اسمها مُجددًا عام 2015 بعد دمج وزارة الثقافة والسياحة مع وزارة الإعلام فأصبحت تُعرف باسم وزارة الإعلام والثقافة والسياحة.